# オランチェ

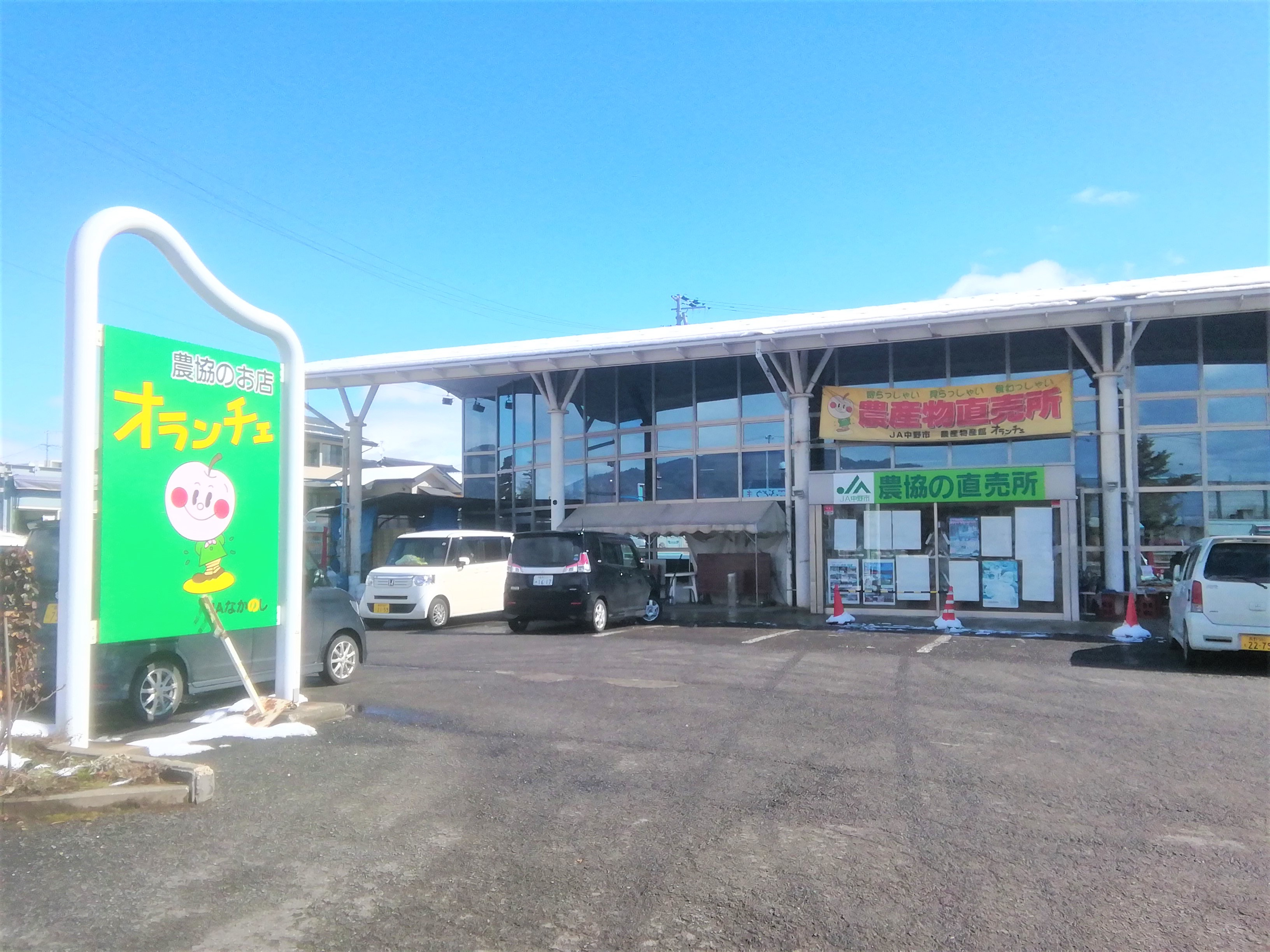
オランチェ

オランチェは、長野県中野市草間にあるJA中野市が運営する農産物直売所。
上信越自動車道信州中野ICの近くに立地している。

## 概要
ジェイエイ・アップル株式会社（JA中野市の関連会社）が経営する農産物直売所。市内の食材を使ったお土産品や加工食品の販売。全国発送も行っている。オランチェは「オラん家に寄ってください」の意。

## 業務内容
- 農産物・加工品の全国発送。
- 観光農園（サクランボ）の紹介。
- 観光バス・団体の受入れ。
- ツアー・タイアップ企画。

## 施設
- 農産物直売コーナー（朝採り野菜「100円市」コーナー）
- お土産・加工品コーナー
- 休憩所
- 大型駐車場

## 営業時間
- 午前9:00～午後6:00

## 休館日
- 1月1日

## アクセス
- 上信越自動車道信州中野ICから車で約1分[3][4][5]。

## 周辺
- 一本木公園
- 信州中野銅石版画ミュージアム
- 晋平の里間山温泉公園「ぽんぽこの湯」
- 長嶺温泉
- 中山晋平記念館
- 日本土人形資料館